# Capitania do Cabo Norte
A Capitania da Costa do Cabo Norte, ou simplesmente Capitania do Cabo Norte foi uma das capitanias do Brasil durante o período colonial.

## História
Com a celebração do Tratado de Tordesilhas, em 1493, o território do atual estado do Amapá estava entre as terras pertencentes à coroa espanhola. Entretanto, devido às dificuldades logísticas, tanto espanhóis quanto portugueses pouco conseguiram fazer para ocupar a região além da foz do Rio Amazonas, apesar de  navegadores de ambas as nações já terem circulado por aquelas terras, para fins de reconhecimento.
Com a União Ibérica, entre 1580 e 1640, o Tratado de Tordesilhas praticamente perde a sua finalidade, que aliás, haja vista a condição de subordinação de Portugal aos interesses espanhóis, nesse período. Ainda assim, documentos portugueses já registram a região como "Cabo do Norte", em 1621.
Entretanto, em 14 de junho de 1637, o rei Filipe IV da Espanha toma providências no sentido de criar a Capitania do Cabo Norte, num momento em que a costa do atual estado do Amapá começa a ser frequentada e ocupada por franceses vindos da região de Caiena, na Guiana, os quais criaram a "Companhia do Cabo Norte", em 1633, a fim de explorar e ocupar a região, onde os produtos mais comercializados com a Europa eram as drogas do sertão, madeiras, óleos essenciais, peixes salgados, carne de peixe-boi e peles. Decide o monarca, então, doar aquelas terras a Bento Maciel Parente, experimentado colonizador e militar, o qual também foi nomeado governador do estado do Maranhão e Grão-Pará, cuja sede ficava em São Luís.
Em 30 de maio de 1639, Bento Maciel Parente foi empossado como donatário da Capitania da Costa do Cabo do Norte, e tão logo pôde levantou uma pequena fortificação: o "Fortim do Desterro", localizado a seis léguas da foz do rio Paru, o qual ficou conhecido como Forte do Paru de Almeirim. Apesar dos anseios da coroa e da capacidade administrativa de Bento Maciel Parente, na qual estavam depositadas as esperanças de que garantiria a integridade e desenvolvimento territorial daquelas terras a Capitania do Cabo Norte não prosperaria. O donatário pouco fez para efetivar o plano de colonização e ocupação destas terras, haja vista estar ocupado com os problemas administrativos do Estado do qual era governador, o qual já possuía grande extensão territorial.
Para dificultar a situação daquela capitania, em 1641, o governador foi feito prisioneiro dos holandeses, que se apoderaram de São Luís. Em 1645, Bento Maciel Parente falece e seu filho e sucessor, Bento Maciel Parente Júnior, também reconhecido sertanista, assim como seu pai, também não se ocupa da capitania do Cabo Norte e, logo após a sua morte, é sucedido por Vital Maciel Parente, que também pouco realizou. Após essa série de administrações, a capitania do Cabo Norte é desfeita, retornando seu controle para o domínio da coroa portuguesa, que a anexa à Capitania do Grão-Pará.

## Desdobramentos posteriores em relação à região
A região da capitania continuou sob disputa entre franceses, os quais chamavam a região de Cabo Orange, e portugueses e, após a independência do Brasil, com os brasileiros, apesar do Tratado de Utrecht de 1713, garantir as fronteiras deste país no rio Oiapoque. Somente em 1900, após a defesa diplomática do Barão do Rio Branco perante a Comissão de Arbitragem em Genebra, na Suíça, é que o Brasil tem a posse assegurada na região.
Com a Segunda Guerra Mundial, em 1943 a região é desmembrada do estado do Pará, e passa a constituir o Território Federal do Amapá, transformado em estado em 1988.